# José Bardina
José Bardina Ballera, né le 9 avril 1912 à Barcelone (Catalogne, Espagne) et mort en 1973, est un footballeur espagnol qui jouait au poste de milieu de terrain. Son frère Juan Bardina était aussi footballeur.

## Carrière
José Bardina débute dans le championnat d'Espagne avec le FC Barcelone lors de la saison 1935-1936 à l'âge de 23 ans. Il joue neuf matchs de championnat avec le Barça.
Après la Guerre d'Espagne, Bardina recommence à jouer au CE Sabadell lors de la saison 1943-1944. Avec Sabadell, il joue un total de 24 matchs de championnat en deux saisons. Le club est relégué en D2 en 1945.